# Opcentiem
Een opcentiem is een toeslag op een bepaald belastingtarief. Zo is een opdeciem een toeslag van tien procent, en een afcentiem een korting van een procent. De termen 'opcentiem' en 'afcentiem' zijn Vlaamse termen. In Nederland spreekt men van 'opcenten' en 'afcenten'.

## Personenbelasting
De Belgische gemeenten kunnen opcentiemen heffen op de personenbelasting, welke officieel "Aanvullende gemeentebelasting op de personenbelasting" heten. Die variëren thans van nul tot negen. Een inwoner van  Knokke-Heist betaalt geen gemeentelijke opcentiemen. Een inwoner van Antwerpen daarentegen, betaalt acht opcentiemen; dat betekent 400 euro bovenop een inkomstenbelasting van 5.000 euro. Dat bedrag wordt door de belastingdienst aan de stadskas doorgestort. Naast Knokke-Heist hanteren ook de kustgemeentes De Panne en Koksijde een nultarief. Maar ter compensatie heffen ze een belasting op tweede verblijven.
Ook de gewesten mogen opcentiemen heffen op de personenbelasting. Enkel het Brussels gewest maakt van dit recht gebruik: het bedraagt 1 procent.

## Onroerende voorheffing
Opcentiemen worden ook geheven op de onroerende voorheffing dat in België naar de gemeente en de provincie gaat waarin een onroerend goed gelegen is.
De onroerende voorheffing van het Vlaams Gewest is een belasting van 3,97% op het geïndexeerde kadastraal inkomen van onroerende goederen. In het Waals en Brussels Hoofdstedelijk Gewest bedraagt deze 2,54%. De gemeenten, provincies en het Brussels Hoofdstedelijk Gewest voegen aan dat basistarief meestal vele honderden opcentiemen toe. Elke provincieraad en elke gemeenteraad legt jaarlijks zijn eigen tarief vast.
Hoe wordt de onroerende voorheffing berekend?
Stel dat het kadastraal inkomen van een woonhuis 1000 euro bedraagt. De stad Leuven heft hierop 1.400 opcentiemen. De opcentiemen voor de provincie bedragen bijvoorbeeld 230.
1. Eerst moet het kadastraal inkomen geïndexeerd worden:
1002 EUR x 1,579 (indexatiecoëfficiënt 2011) = 1.582 EUR.
2. De onroerende voorheffing voor het Vlaamse Gewest is gelijk aan:
1.582 EUR x 2,5% = 39,55 EUR.
3. De provincie heft 230 opcentiemen of 2,3 keer de hoofdsom van de belasting (voor elke eurocent die het Vlaamse Gewest aanrekent, vraagt de provincie 2,3 eurocent). De onroerende voorheffing voor de provincie is dus gelijk aan:
39,55 EUR x 2,3 = 90,96 EUR.
Dit kan ook als volgt berekend worden: 2,5% x (230/100) = 5,75%.
1.582 EUR x 5,75 % = 90,96 EUR.
4. De gemeente heft 1.400 opcentiemen of 14 keer de hoofdsom van de belasting.
39,55 EUR x 14 = 553,7 EUR.
Dit kan ook als volgt berekend worden : 2,5% x (1400/100) = 35%.
1.582 EUR x 35% = 553,7 EUR
5. Het totaal van de onroerende voorheffing (zonder verminderingen) is gelijk aan:
39,55 EUR + 90,96 EUR + 553,7 EUR = 684,21 EUR.
Dit is gelijk aan 1.582 EUR x 43,25% (2,5% + 5,75% + 35%).

## Verkeersbelasting
Hetzelfde principe wordt ook toegepast bij een gemeentelijke toeslag op de verkeersbelasting, al wordt hiervoor de term opdeciem gebruikt. 1 opdeciem = 1/10e (10%) van de basisbelasting